# Phyllanthus abditus
Phyllanthus abditus, biljna vrsta iz porodice filantusovki. Endem je s jugozapadnog Haita čije se jedino stanište nalazi na planinskom lancu Massif de la Hotte
Po životnom obliku je hamefit.